# 拉乌赛
拉乌赛（法語：La Houssaye，法語發音：[la usɛ]）是法国厄尔省的一个市镇，属于贝尔奈区。

## 地理
拉乌赛（48°59'35"N, 0°48'1"E）面积4.25 平方千米，位于法国诺曼底大区厄尔省，该省份为法国北部内陆省份，北起滨海塞纳省，西接奧恩省和卡爾瓦多斯省，南至厄尔-卢瓦省，东临瓦兹省、瓦兹河谷省和伊夫林省。
与拉乌赛接壤的市镇（或旧市镇、城区）包括：里勒河畔拉费里耶尔、里勒河畔格罗莱、乌什地区勒努瓦耶、罗米伊-拉皮特奈、乌什地区梅尼勒。

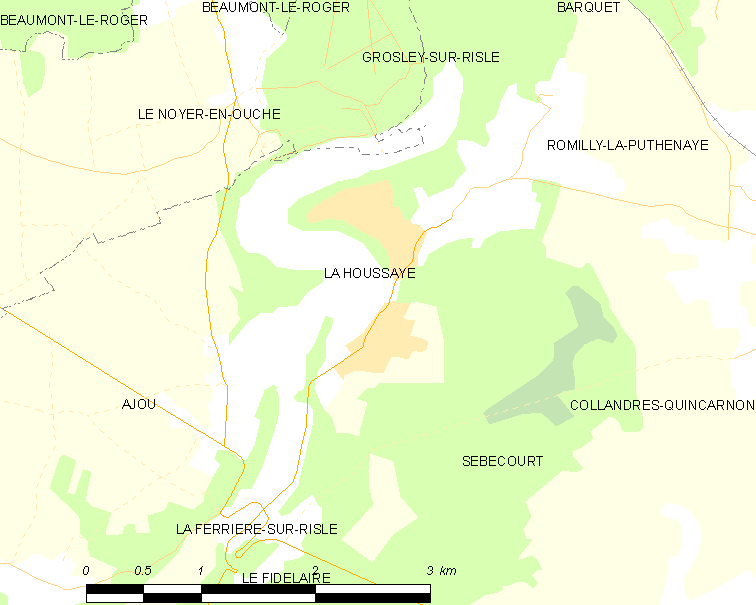
拉乌赛的OSM定位图

拉乌赛的时区为UTC+01:00、UTC+02:00（夏令时）。

## 行政
拉乌赛的邮政编码为27410，INSEE市镇编码为27345。

## 政治
拉乌赛所属的省级选区为布里奥讷县。

## 人口

1962-2008年间拉乌赛人口变化图示

拉乌赛于2022年1月1日时的人口数量为206人。